# Brøderbund
Brøderbund Software fue un fabricante de videojuegos, software educativo y herramientas de productividad como The Print Shop. Es conocido como el creador original y editor de los populares juegos de Carmen Sandiego, así como por ser el distribuidor del videojuego Prince of Persia. La empresa fue fundada en Eugene (Oregón), pero se mudó a San Rafael (California), y más tarde a Novato (California). Brøderbund fue adquirido por The Learning Company en 1998.

## Productos

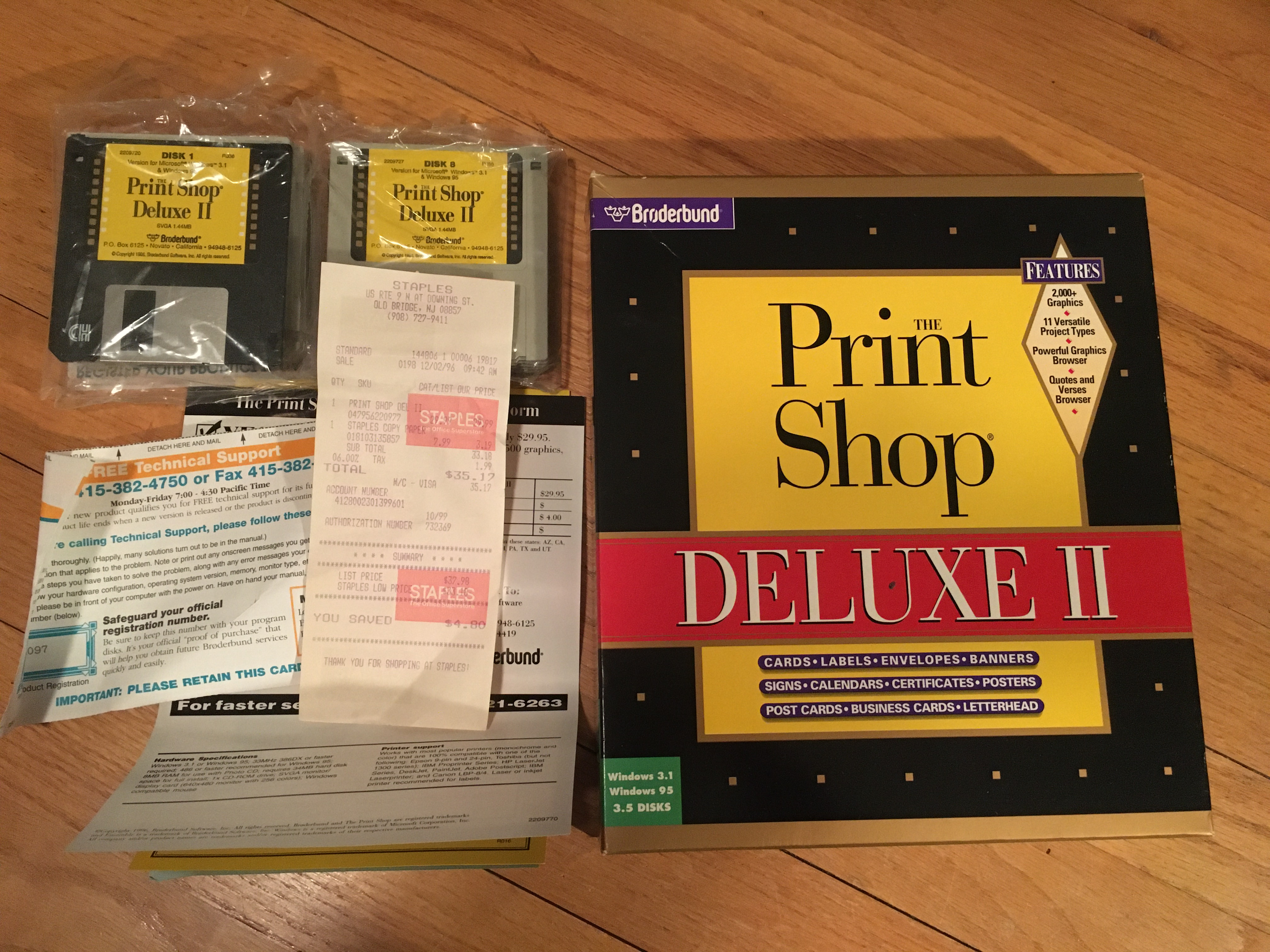
Los materiales de distribución para The Print Shop Deluxe II de Broderbund, junto con un recibo de diciembre de 1996 de Staples donde se compró el producto.

Brøderbund tuvo un gran éxito inicial con el juego Galactic Empire, escrito por Doug Carlston para el TRS-80. La compañía pasó a convertirse en una potencia en los mercados de software educativo y de entretenimiento con títulos como Fantavision, Choplifter, Apple Panic, Lode Runner, Karateka, Wings of Fury, Prince of Persia, In the 1st Degree, The Last Express, Where in the World is Carmen Sandiego?, y Myst que permanecieron en la lista top 10 de juegos para ordenadores domésticos por años.
Brøderbund fue fácilmente uno de los editores más dominantes en el mercado de ordenadores de la década de 1980, después de haber lanzado videojuegos de prácticamente todos los principales sistemas informáticos en los EE. UU. Esto no sólo al IBM PC y compatibles, sino que también a las principales ordenadores de la década, en particular, TRS-80, Apple II (para el que fue su primer título Tank Command, escrito por el tercer hermano Carlston, el profesor Donal Carlston), Commodore 64, Atari de 8 bits y el Commodore Amiga.
La compañía incluso licenció algunos de sus títulos a compañías europeas y japonesas que portaron los juegos de Brøderbund; a los diversos ordenadores personales de estas regiones, tales como el Amstrad CPC, el MSX y el ZX Spectrum.
Brøderbund también distribuyó la serie The Print Shop de programas de autoedición, Family Tree Maker (un programa de genealogía apoyado por centenares de CD de datos de genealogía públicos) y 3D Home Architect, un programa para diseñar y visualizar domicilios familiares. A finales de la década de 1980, los juegos sólo representaban un pequeño porcentaje de las ventas anuales de Brøderbund, que por entonces se centró en gran medida a la productividad en el campo y la educación temprana y el aprendizaje de las áreas. 
Justo antes de ser adquirida por The Learning Company, Brøderbund dio pie a su popular serie Living Books mediante la formación de una empresa conjunta con Random House Publishing. A pesar del éxito y la calidad de la serie Living Books la empresa conjunta fue ligeramente exitosa y disuelta con acuerdo de The Learning Company.
Durante un corto período de tiempo, Brøderbund participó en el mercado de videoconsolas cuando publicó unos pocos juegos para Nintendo Entertainment System (NES), pero todos sus juegos de NES, incluido su propia franquicia de Lode Runner, Spelunker y Raid on Bungeling Bay, fueron desarrollados por compañías japonesas third-party. Brøderbund también desarrolló y comercializó un dispositivo controlador detector de movimiento sin suerte para NES llamado la U-Force, que era operado sin contacto físico directo entre el jugador y el dispositivo. También distribuyó algunos títulos que han sido producidos por empresas que no tienen una filial en América del Norte, como The Guardian Legend de Compile, The Battle of Olympus o Legacy of the Wizard de Imagineer, en la cuarta entrega en la serie Dragon Slayer de Nihon Falcom.
Brøderbund tuvo brevemente una división de juego de mesa, que distribuyó Personal Preference de Don Carlston, junto con varias versiones en juego de mesa de sus populares juegos de ordenador.

## SmartSketch
La empresa FutureWave Software había desarrollado el SmartSketch un programa de dibujo para el PenPoint OS y el EO Personal Communicator. Cuando el Pen Computing no prosperó, SmartSketch fue portado a las plataformas   Windows y Macintosh. y finalmente vendido a Broderbund Software que lo incorporó en algunas versiones de su Printshop.